# Го Янь
Го Янь (кит. 郭焱) (род. 24 июня 1982 года) — китайская спортсменка, игрок в настольный теннис, член национальной сборной КНР, трехкратная чемпионка мира в командном разряде и двукратная обладательница кубка мира в одиночном разряде.

## Биография
Го Янь родилась в 1982 году в Пекине. В 1998 году стала членом национальной сборной Китая.
Первый крупный успех на международной арене — победа на этапе ITTF World Tour в Загребе в 2001 году. Всего за свою карьеру Го Янь побеждала в одиночном разряде на семи этапах «ITTF World Tour» и дважды выигрывала ITTF World Tour Grand Finals, в 2008 и 2009 годах.
В 2006 году Го Янь завоевала золото в одиночном разряде на Кубке мира и золото в командном разряде на Чемпионате мира. В дальнейшем она еще дважды завоевывала золото командного разряда Чемпионата мира в 2008 и в 2012 годах, и один раз золото одиночного разряда на Кубке мира 2012 года.
Прекратила выступления на мировом уровне в 2014 году.

## Стиль игры
Го Янь играет правой рукой европейской хваткой в атакующем стиле, предпочитает использовать топспины со средней дистанции.